# Torneo de las Cuatro Naciones 1889
El Torneo de las Cuatro Naciones de 1889 (Home Nations Championship 1889) fue la séptima edición del principal Torneo del hemisferio norte de rugby.
La selección de Inglaterra no participó del torneo.
El campeón del torneo fue declarado desierto.

## Clasificación
| Lugar | Selección | Partidos | Partidos | Partidos  | Partidos | Puntos  | Puntos    | Puntos | Tabla de puntos |
| Lugar | Selección | Jugados  | Ganados  | Empatados | Perdidos | A favor | En contra | dif.   | Tabla de puntos |
| ----- | --------- | -------- | -------- | --------- | -------- | ------- | --------- | ------ | --------------- |
| 1     | Escocia   | 2        | 2        | 0         | 0        | 5       | 0         | +5     | 4               |
| 2     | Irlanda   | 2        | 1        | 0         | 1        | 2       | 3         | -1     | 2               |
| 3     | Gales     | 2        | 0        | 0         | 2        | 0       | 4         | -4     | 0               |

## Resultados
| 2 de febrero | Escocia | 2 - 0 | Gales | Edimburgo, |  |

| 16 de febrero | Irlanda | 0 - 3 | Escocia | Belfast, |  |

| 2 de marzo | Gales | 0 - 2 | Irlanda | Swansea, |  |